# Oldenhove (Den Haag)
Oldenhove is een appartementencomplex in Den Haag, gebouwd in Amsterdamse Schoolstijl of Nieuwe Haagse School tussen 1928 en 1931, op het adres Laan van Meerdervoort 52. Het is ontworpen in opdracht van de Amsterdamsche Maatschappij ter Exploitatie van Etagewoningen door de architect F.A. Warners.
Het 42 meter brede en 23 meter hoge gebouw bestaat uit een begane grond met winkels, met daarboven vier verdiepingen voor woningen. Asymmetrisch is een 35 meter hoge toren aangebracht, waarin het waterreservoir voor de bewoners stond; daaronder is de met de naam van het gebouw bekroonde en met tufsteen beklede ingang voor de bewoners. Het gehele bouwterrein mat 1800 m².
Oldenhove omvatte oorspronkelijk 24 luxeappartementen (3-6 kamerflats), waarvan de huurprijzen in 1931 uiteenliepen van 1000 tot 2200 gulden per jaar (omgerekend naar euro's van 2006 respectievelijk € 7.300 en € 16.000). Op de begane grond was een autoshowroom geprojecteerd en twee winkels; tegenwoordig is hier een supermarkt.
De beroemdste bewoonster van dit gebouw was Tweede Kamerlid freule Wttewaal van Stoetwegen.

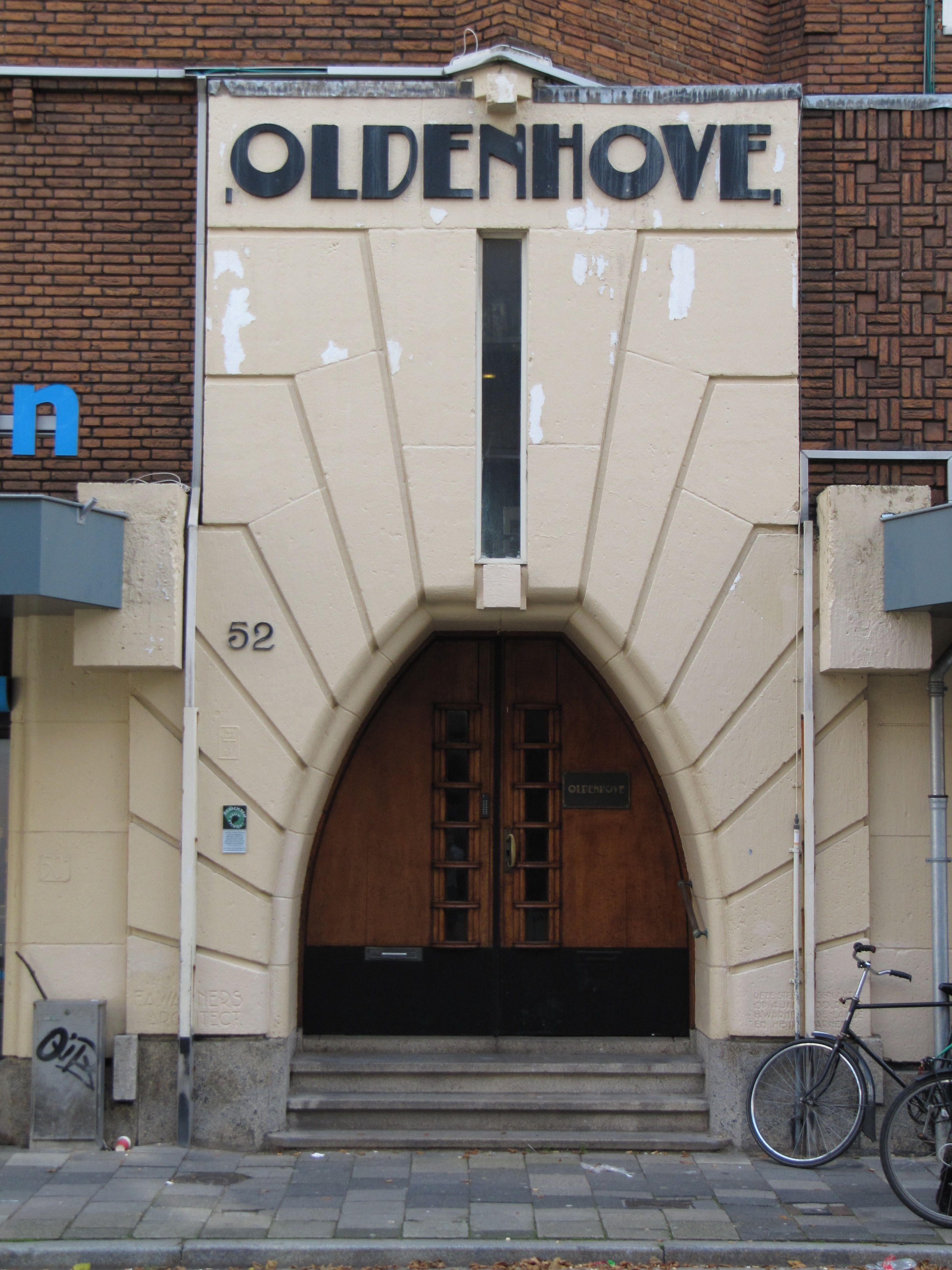
Ingang